# Paramesochra dubia
Paramesochra dubia är en kräftdjursart som beskrevs av T. Scott 1892. Paramesochra dubia ingår i släktet Paramesochra och familjen Paramesochridae. Arten är reproducerande i Sverige. Inga underarter finns listade i Catalogue of Life.